# إنسيلادوس (عملاق)

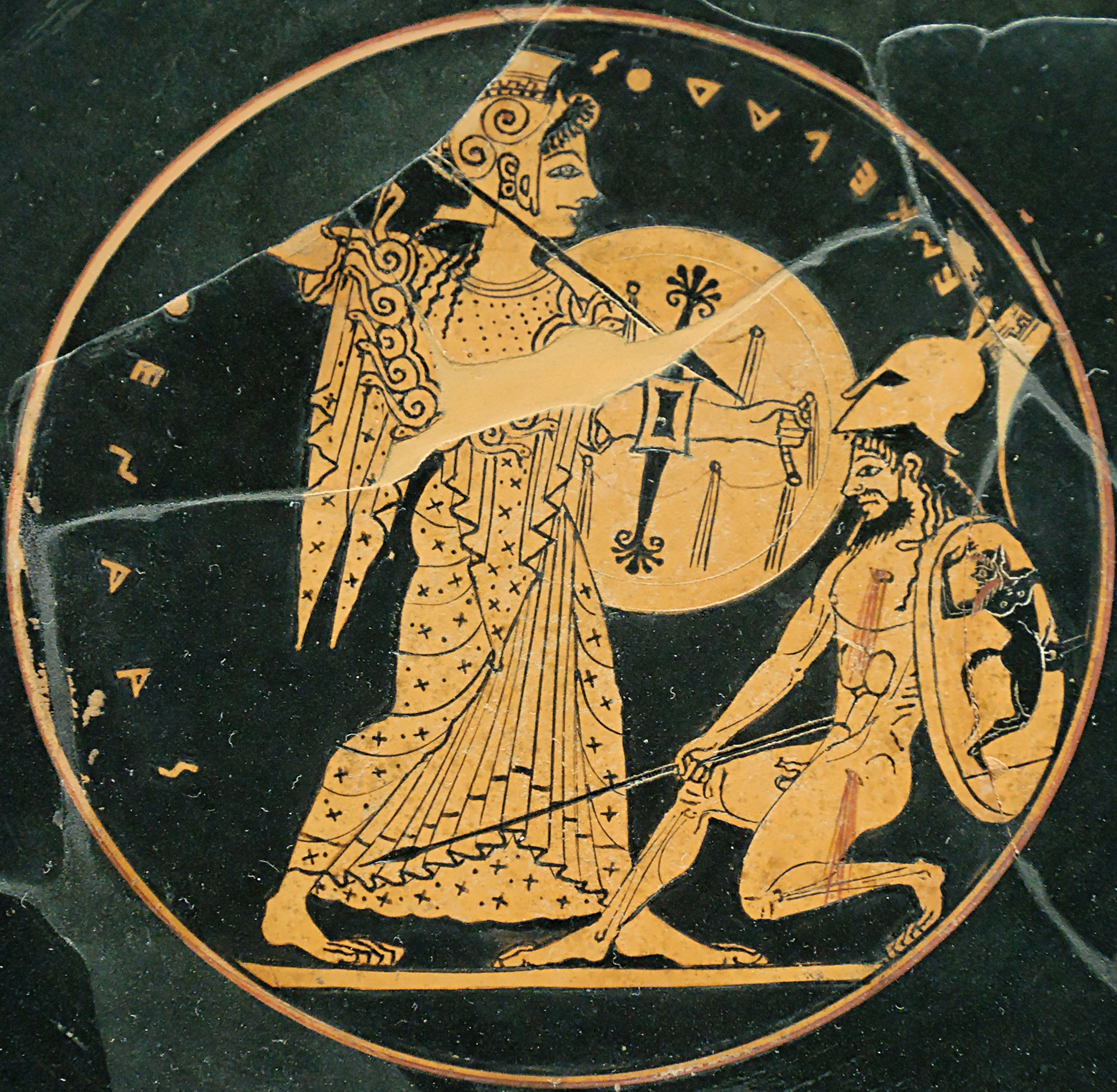
أثينا (يسار) تقاتل إنسيلادوس (منقوش رجعي) ، ج. 550-500 قبل الميلاد (متحف اللوفر CA3662)

في الأساطير اليونانية، إنسيلادوس (باليونانية القديمة: Ἐγκέλαδος، وتنطق: إنكِلادوس) هو أحد الجبابرة من نسل غايا (الأرض) وأورانوس (السماء). كان إنسيلادوس هو الخصم التقليدي للإلهة أثينا خلال الجيجانتوماخيا، وهي الحرب التي دارت بين الجبابرة والآلهة. ويُقال إنه دُفن تحت جبل إتنا في صقلية.

## الأسطورة
يُعد إنسيلادوس واحدًا من الجبابرة في الأساطير اليونانية، وهم — وفقًا لهسيودوس— نسل غايا (الأرض)، الذين وُلدوا من الدماء التي سالت عندما قام ابنها كرونوس بخصي أورانوس (السماء). وقد خاض الجبابرة معركة كونية كبرى تُعرف باسم «الجيجانتوماخيا» ضد زيوس وبقية الآلهة الأولمبيين في صراع على السيادة الكونية. ويُذكر إنسيلادوس، الذي قاتل الإلهة أثينا، في الأعمال الفنية منذ وقت مبكر، مثل جرة خزفية سوداء الطلاء من أتيكا تعود إلى الربع الثاني من القرن السادس قبل الميلاد (محفوظة في متحف اللوفر، E732).
أما في الأدب، فتظهر إشارات إلى إنسيلادوس في أعمال تعود إلى القرن الخامس قبل الميلاد، مثل مسرحيات يوربيديس، حيث تصف جوقة مسرحيته إيون مشهدًا على معبد أبولو المتأخر في دلفي، تُرى فيه أثينا وهي تلوّح بدرعها المزين برأس غورغون في وجه إنسيلادوس. وعلى الرغم من أن أثينا كانت الخصم التقليدي له، فإن بعض المصادر، مثل فيرجيل وغيره، تذكر أن زيوس هو من صرعه. وفي مسرحية الساتير الكوميدية السيكلوب ليوربيديس، يزعم سيليونس — رفيق الإله ديونيسوس السكير — أنه قتل إنسيلادوس برمحه.
أما الشاعر كاليماخوس من القرن الثالث قبل الميلاد، فيذكر أن إنسيلادوس دُفن تحت جزيرة صقلية، ويضيف أبولودور، الميثوغراف الشهير، أن أثينا هي من قذفت الجزيرة بأكملها على جسده أثناء فراره في معركة الجبابرة. ويجمع عدد من الشعراء اللاتينيين، مثل فيرجيل وشتاتيوس وكلوديان، على أن قبر إنسيلادوس يقع تحت جبل إتنا، بالرغم من أن تقاليد أخرى نسبت هذا المصير إلى الوحش تايفون أو العملاق برياريوس ذو الأيدي المئة. وقد ذهبت بعض الروايات إلى أن إنسيلادوس دُفن في إيطاليا، لا في صقلية.
ويُصوِّر الشاعر هوراس إنسيلادوس وهو يستخدم الأشجار كحراب في القتال. كما يروي الجغرافي باوسانياس في القرن الثاني الميلادي أن تمثالًا لأثينا في مدينة تيغيا لُقِّب بـ"إلهة الخيل"، لأن الأهالي يعتقدون أنها "قادت العربة والخيول في هجومها على إنسيلادوس". ويصف كلوديان إنسيلادوس بأنه "الملك القوي لكل الجبابرة المولودين من الأرض"، كما ينسب إليه، في خيال غايا وهي تتصور انتصار أبنائها، استعدادًا لحكم البحر.